# داميان مارتين
داميان مارتين (21 أكتوبر 1971 في أستراليا - ) (بالإنجليزية: Damien Martyn)‏ هو لاعب كريكت أسترالي. شارك مع منتخب أستراليا الوطني للكريكت. أما مع النوادي، فقد لعب مع راجستان رويالز ونادي مقاطعة يوركشاير للكريكت ‏ ونادي مقاطعة ليسترشاير للكريكت ‏ وفريق غرب أستراليا للكريكت ‏.

## وصلات خارجية
- داميان مارتين على موقع إي آس بي آن كريك إنفو (الإنجليزية)